# Біляївська сільська рада
Біля́ївська сільська́ ра́да — адміністративно-територіальна одиниця та орган місцевого самоврядування в Нововоронцовському районі Херсонської області. Адміністративний центр — село Біляївка.

## Загальні відомості
Біляївська сільська рада утворена в 1924 році.
- Територія ради: 301,3 км²
- Населення ради: 1 012 особи (станом на 2001 рік)

## Населені пункти
Сільській раді були підпорядковані населені пункти:
- с. Біляївка
- с. Українка

## Склад ради
Рада складалася з 15 депутатів та голови.
- Голова ради: Єгорова Світлана Володимирівна
- Секретар ради: Борисенко Катерина Іванівна

### Керівний склад попередніх скликань
| Прізвище, ім'я, по батькові    | Основні відомості                                                                                  | Дата обрання | Дата звільнення |
| ------------------------------ | -------------------------------------------------------------------------------------------------- | ------------ | --------------- |
| Єгорова Світлана Володимирівна | Сільський голова, 1968 року народження, освіта вища, член Всеукраїнського об'єднання «Батьківщина» | 26.03.2006   | 31.10.2010      |
| Єгорова Світлана Володимирівна | Сільський голова, 1968 року народження, освіта вища, член Партії регіонів                          | 31.10.2010   |                 |

Примітка: таблиця складена за даними сайту Верховної Ради України

### Депутати
За результатами місцевих виборів 2010 року депутатами ради стали:

#### За суб'єктами висування
| Суб'єкт висування                                       | Кількість обраних депутатів | %    |
| ------------------------------------------------------- | --------------------------- | ---- |
| Партія регіонів                                         | 12                          | 75   |
| Самовисування                                           | 3                           | 18,8 |
| Політична партія Всеукраїнське об'єднання «Батьківщина» | 1                           | 6,3  |

#### За округами
| № округу                                                | Прізвище, ім'я, по батькові        | Дата визнання обраним | Освіта             | Партійна приналежність                        | Відомості про обраного депутата                     |
| ------------------------------------------------------- | ---------------------------------- | --------------------- | ------------------ | --------------------------------------------- | --------------------------------------------------- |
| Партія регіонів                                         |                                    |                       |                    |                                               |                                                     |
| 1                                                       | Абакуменко Володимир Михайлович    | 02.11.2010            | середня спеціальна | член Партії регіонів                          | одноосібник                                         |
| 2                                                       | Шилін Сергій Володимирович         | 02.11.2010            | середня            | член Партії регіонів                          | тимчасово не працює                                 |
| 3                                                       | Різак Олена Дмитрівна              | 02.11.2010            | середня спеціальна | член Партії регіонів                          | тимчасово не працює                                 |
| 4                                                       | Жогло Надія Володимирівна          | 02.11.2010            | вища               | член Партії регіонів                          | тимчасово не працює                                 |
| 6                                                       | Березка Любов Павлівна             | 02.11.2010            | середня спеціальна | член Партії регіонів                          | тимчасово не працює                                 |
| 8                                                       | Андрієнко Наталя Анатоліївна       | 02.11.2010            | середня            | член Партії регіонів                          | Біляївська загальноосвітня школа, комірник          |
| 10                                                      | Байдак Віктор Володимирович        | 02.11.2010            | середня            | член Партії регіонів                          | тимчасово не працює                                 |
| 11                                                      | Борисенко Катерина Іванівна        | 02.11.2010            | середня спеціальна | член Партії регіонів                          | тимчасово не працює                                 |
| 12                                                      | Біляєв Микола Васильович           | 02.11.2010            | середня            | член Партії регіонів                          | одноосібник                                         |
| 13                                                      | Курак Андрій Вікторович            | 02.11.2010            | середня            | член Партії регіонів                          | Херсонський державний аграрний університет, студент |
| 15                                                      | Лях Інна Василівна                 | 02.11.2010            | вища               | член Партії регіонів                          | тимчасово не працює                                 |
| 16                                                      | Слущенко Микола Іванович           | 02.11.2010            | вища               | член Партії регіонів                          | Біляївська загальноосвітня школа, вчитель           |
| Політична партія Всеукраїнське об'єднання «Батьківщина» |                                    |                       |                    |                                               |                                                     |
| 9                                                       | Соколовська Світлана Володимирівна | 02.11.2010            | середня спеціальна | член Всеукраїнського об'єднання «Батьківщина» | Біляївська сільська рада, головний бухгалтер        |
| Самовисування                                           |                                    |                       |                    |                                               |                                                     |
| 5                                                       | Патенко Олександр Вікторович       | 02.11.2010            | середня спеціальна | позапартійний                                 | Біляївська загальноосвітня школа, завгосп           |
| 7                                                       | Панасюк Микола Васильович          | 02.11.2010            | вища               | позапартійний                                 | Біляївська загальноосвітня школа, вчитель           |
| 14                                                      | Хачановська Світлана Миколаївна    | 02.11.2010            | середня            | позапартійна                                  | приватний підприємець, продавець                    |

## Населення
Згідно з переписом УРСР 1989 року чисельність наявного населення сільської ради становила 1100 осіб, з яких 500 чоловіків та 600 жінок.
За переписом населення України 2001 року в сільській раді мешкало 996 осіб.

### Мова
Розподіл населення за рідною мовою за даними перепису 2001 року:
| Мова       | Відсоток |
| ---------- | -------- |
| українська | 95,75 %  |
| російська  | 3,26 %   |
| молдовська | 0,99 %   |